# 2000年7月31日日食
2000年7月31日日食是一次日偏食，發生於2000年7月31日（西半球大多為7月30日）。新月當天（即朔日），地球上觀測到月球和太阳的角距離極小，此時月球如果恰好在月球交點附近，穿過太阳和地球之間，與地球、太阳接近一直線，則會出現日食。由於月球偏北或偏南，本影及偽本影從地球以北或以南經過而未接觸地表，只有半影覆蓋了地球北端或南端部分區域，形成日偏食。此次日偏食月球偏北，出現在歐亞大陸北部和北美洲北部。

此次日偏食過程中月影在地表移動的動畫

通常每年有2次日食，而2000年共有4次，全都是日偏食。本次日食是其中第二次，且與上一次日食，2000年7月1日在同一個月發生。

## 日食概況

### 出現區域
本次日偏食可在挪威北半部、瑞典北半部、芬兰除南端外的大部、俄罗斯中北部、美国阿拉斯加州大部、加拿大西半部、美国本土西北部、格陵兰北半部看到。依時區不同，欧洲、亚洲大多在7月31日看到日食，北美洲大多在7月30日看到日食，而格陵兰附近等處於極晝的部分地區日食從7月30日深夜持續到7月31日凌晨。

### 基本參數
- 類型：日偏食
- 食分最大處（位於戴維斯海峽中）資料：
  - 時間：2000年7月31日2:13:04
  - 地點：69°30′N 59°54′W / 69.5°N 59.9°W
  - 食分：0.6034（日食帶內最大）[3]

## 相關的日食

### 1997-2000年的日食
月球交替位於相對的月球交點時，以半個交點年（食年），即約177天又4小時間隔出現下列日食。
| 日食列表  |           |           |           |           |           |           |           |           |           |           |           |
| 1997-2000 | 2000-2003 | 2004-2007 | 2008-2011 | 2011-2014 | 2015-2018 | 2018-2021 | 2022-2025 | 2026-2029 | 2029-2032 | 2033-2036 | 2036-2039 |

| 降交點                                                         | 降交點                  |                  | 升交點                   | 升交點 |
| 沙羅周期                                                       | 地圖                    | 沙羅周期         | 地圖                     |        |
| 120 俄罗斯赤塔的日全食                                         | 1997年3月9日 全食       | 125              | 1997年9月2日 偏食（南）  |        |
| 130                                                            | 1998年2月26日 全食      | 135              | 1998年8月22日 環食       |        |
| 140                                                            | 1999年2月16日 環食      | 145 法国的日全食 | 1999年8月11日 全食       |        |
| 150                                                            | 2000年2月5日 偏食（南） | 155              | 2000年7月31日 偏食（北） |        |
| 註：2000年7月1日和2000年12月25日的日偏食屬於下一組交點年系列。 |                         |                  |                          |        |

### 沙羅周期
沙羅周期長度為18年11天。本次日食屬於沙羅周期155，共包含71次日食，依次為1928年6月17日至2054年9月2日的8次日偏食、2072年9月12日至2649年8月30日的33次日全食、2667年9月10日至2703年10月3日的3次全環食（亦稱混合食）、2721年10月13日至3064年5月8日的20次日環食、3082年5月20日至3190年7月24日的7次日偏食，總共歷時1262.11年。其中最長的全食發生於2162年11月7日，共持續4分5秒。
下表列舉了20、21世紀屬於該周期的日食，是第1至10次：
| 1             | 2             | 3             |
| ------------- | ------------- | ------------- |
| 1928年6月17日 | 1946年6月29日 | 1964年7月9日  |
| 4             | 5             | 6             |
| 1982年7月20日 | 2000年7月31日 | 2018年8月11日 |
| 7             | 8             | 9             |
| 2036年8月21日 | 2054年9月2日  | 2072年9月12日 |
| 10            |               |               |
| 2090年9月23日 |               |               |

## 資料來源
1. ↑  樊忠玉. . 中国天文科普网.   [2016-01-04]. （原始内容存档于2014-09-17）.
2. ↑  Fred Espenak. . NASA Eclipse Web Site.   [2016-01-04]. （原始内容存档于2016-03-04）.（英文）
3. ↑  Fred Espenak. . NASA Eclipse Web Site.   [2016-01-04]. （原始内容存档于2016-03-08）.（英文）
4. ↑  Fred Espenak. . NASA Eclipse Web Site.（英文）

## 外部連結
- NASA日食專頁（页面存档备份，存于）（英文）
- 可見區域圖和時間統計：由弗雷德·埃斯佩納克做出的日食預報，NASA/GSFC
  - 貝塞爾元素

| \| \| 日食 \|                            |                              |                                            |
| 上一次日食： 2000年7月1日日食 （日偏食） | 2000年7月31日日食 （日偏食） | 下一次日食： 2000年12月25日日食 （日偏食） |
| 上一次日偏食： 2000年7月1日日食          | 2000年7月31日日食 （日偏食） | 下一次日偏食： 2000年12月25日日食          |
|                                          | 日食                         |                                            |